# Nossebro
Nossebro is de hoofdplaats van de gemeente Essunga in het landschap Västergötland en de provincie Västra Götalands län in Zweden. De plaats heeft 1774 inwoners (2005) en een oppervlakte van 183 hectare.

## Verkeer en vervoer
Bij de plaats lopen de Länsväg 186 en Länsväg 190.